# Gargoyle Island
Gargoyle Island ist eine kleine unbewohnte Insel der Fox Islands, die zu den Aleuten gehören. Die etwa 300 m lange Insel liegt an der Südwestküste von Unalaska. Die Insel erhielt ihren Namen 1937 von der United States Geological Survey.